# Гонсеница-Гронь, Францишек
Францишек Гонсеница-Гронь (пол. Franciszek Gąsienica Groń; 30 сентября 1931, Закопане, Польша — 31 июля 2014, там же) — польский лыжник-двоеборец, бронзовый призёр зимних Олимпийских игр в Кортина-д’Ампеццо (1956). Заслуженный мастер спорта Польши.

## Спортивная карьера
В 1952 году окончил гимназию в Гливице. Позже он учился в спортивной университете Бреслау. В начале своей спортивной карьеры занимался различными видами спорта. Первоначально добился успехов в горнолыжном спорте, став призёром на юниорских первенствах 1940-х гг. Также был чемпионом Вооруженных сил в плавании вольным стилем и играл в футбол во втором дивизионе национального первенства. Затем начал заниматься прыжками с трамплина у Мариана Войны-Орлевича.
На Олимпиаду он попал после демарша своего тренера, пригрозившего отставкой, если его подопечный не попадет в команду. На зимних Олимпийских играх в Кортина д’Ампеццо (1956) завоевал бронзовую медаль в лыжном двоеборье, после прыжковой части соревнований был десятом, но сумел отыграть несколько позиций на лыжне. Для новичка сборной это был значительный успех, тем более, что он стал первым поляком, выигравшим медаль в зимней комбинации и единственным представителем национальной сборной, завоевавшим награду Игр в Кортина д’Ампеццо.
В 1957 г. спортсмен получил серьезную травму во время прыжков с трамплина в Закопане и в течение трех дней находился в коме. Несмотря на то, что он сумел вернуться в спорт, прежних результатов на международной арене достичь ему больше не удалось.
Являлся чемпионом Польши по лыжному двоеборью (1958), трёхкратным серебряным призёром (1956, 1957 и 1959); в 1957 г. он также завоевал серебро в соревнованиях по прыжкам с трамплина.
С 1965 года находился на тренерской работе, подготовив более 40 чемпионов Польши в Северной комбинации, прыжкам с трамплина и в лыжных гонках.
Внук Францишека Томаш Похвала (род. 1983) выступал в прыжках на лыжах с трамплина на Олимпийских играх 2002 года.